# Uvarus ejuncidus
Uvarus ejuncidus är en skalbaggsart som först beskrevs av Guignot 1948.  Uvarus ejuncidus ingår i släktet Uvarus och familjen dykare. Inga underarter finns listade i Catalogue of Life.